# Касаево (Днепропетровская область)

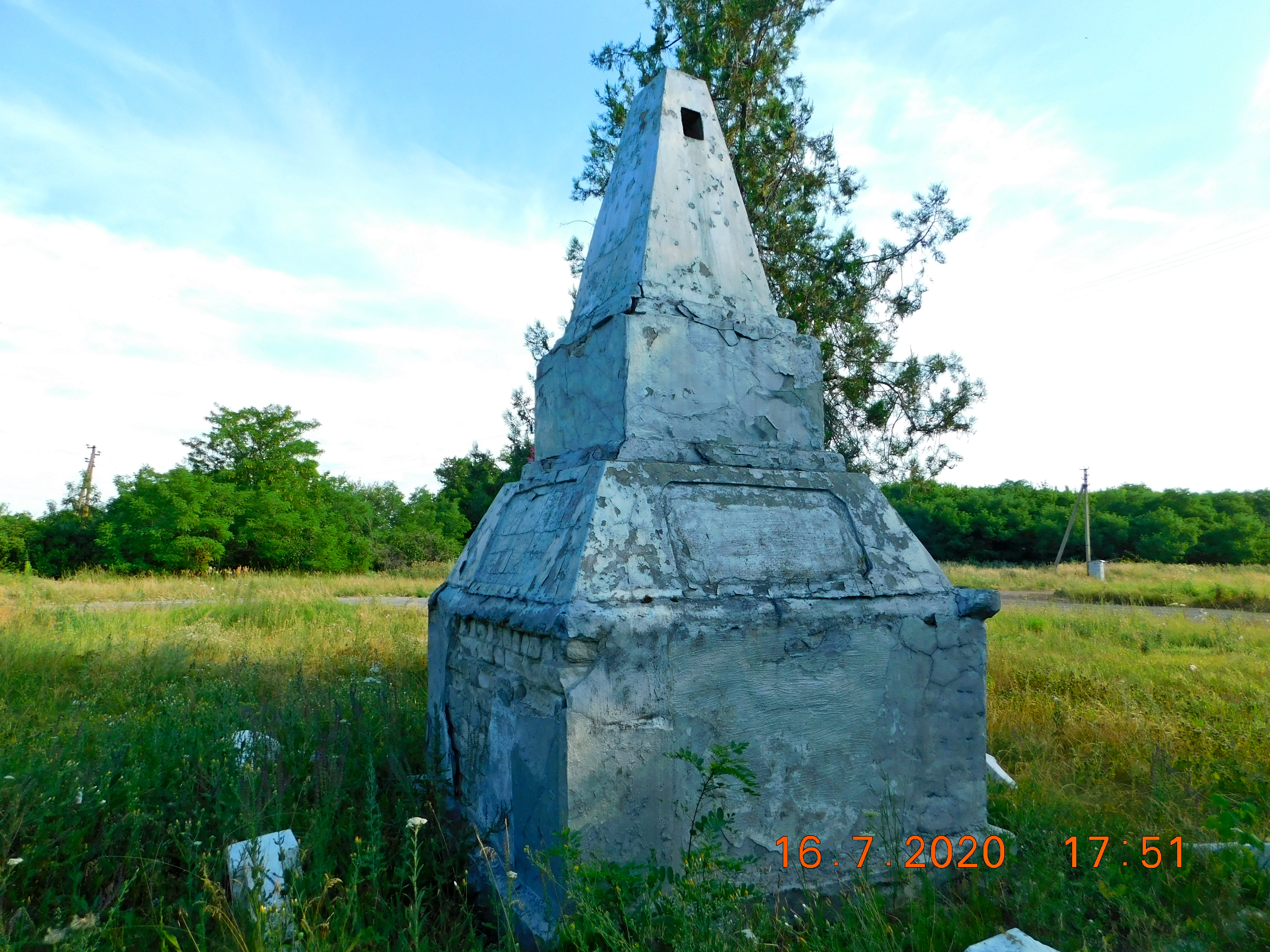
Мемориал воинам-односельчанам

Касаево (укр. Касаєве) — село в Дубовиковской сельской общине Синельниковского района Днепропетровской области Украины.
Код КОАТУУ — 1220755702. Население по переписи 2001 года составляло 88 человек 

## Географическое положение
Село Касаево находится в 2-х км от села Журавлинка и в 4-х км от села Бондарево. По селу протекал пересыхающий ручей с запрудой, уже высохший в 2003 г.